# 花井ゆり
花井 ゆり（はない ゆり）は、日本のAV女優。マオプロモーション所属。

## 略歴・人物
2022年5月、マドンナの「MONROE」レーベル専属女優としてAVデビュー。
2022年9月より専属を離れ、企画単体女優として活動。
趣味はファッション・お酒、特技はダンス・ドラム・ピアノ。

## 出演作品

### アダルトDVD
2022年
- 美容部員歴20年、美を極めた人妻―。 花井ゆり 43歳 AV DEBUT（5月24日、マドンナ）
- 再婚する母へ… 嫉妬した僕の止まらない中出し近親相姦（6月28日、マドンナ）
- 僕は大好きな母を7日間で堕とすと決めた。 10年間、胸に抱き続けていた禁断の感情―。（7月26日、マドンナ）
- 僕だけが知っている…友達のお母さんとヒミツの手ほどき（8月23日、マドンナ）
- 日帰り温泉 熟女色情旅 #033（9月16日、ゴーゴーズ）※「千佳(仮)」名義
- 綺麗でいやらしい叔母さんが清楚で美脚で変態すぎで熱狂する僕（11月1日、ルビー）
- 拝みたくなるほど淫靡で敏感な乳首を持つ美熟女妻 ゆりさん47 歳（11月1日、五十路ん）※「ゆり」名義